# Kathleen Norris
Kathleen Norris (São Francisco, Califórnia, 16 de julho de 1880 - Palo Alto, Califórnia, 18 de janeiro de 1966) foi uma novelista americana e esposa do escritor Charles Norris.

## Obras
- Mother (1911; nova edição, 1913)
- The Rich Mrs. Burgoyne (1912)
- Poor Dear Margaret Kirby (1913)
- The Treasure (1914)
- Saturday's Child (1914)[1]
- The Story Of Julia Page (1915)
- The Heart of Rachael (1916)
- Martie the Unconquered (1917)
- Josselyn's Wife (1918)
- Harriet and the Piper (1920)
- The Beloved Woman (1921)
- Certain People of Importance (1922)
- Lucretia Lombard (1922)
- Little Ships (1925)
- Hildegarde (1926)
- The Sea Gull (1927)
- The Foolish Virgin (1927)
- Younger Sister (1928)
- Home (1928)
- The Love of Julie Borel (1930)
- Second Hand Wife (1932)
- Maiden Voyage (1934)
- Beauty's Daughter (1935), adaptado para o filme de 1935 Navy Wife
- Shining Windows (1935)
- Bread into Roses (1936)
- Secret Marriage (1936)
- Over at the Crowleys (1941)
- The Venables (1941)
- Through A Glass Darkly (1955)